# Alberta Highway 15
Der Alberta Highway 15 befindet sich in der kanadischen Provinz Alberta, er hat eine Länge von 92 km. Der Beginn des Highways befindet sich in Edmonton am Highway 16, dem Yellowhead Highway und endet auch wieder am Yellowhead Highway südlich von Chipman. Der Teil des Highways zwischen Edmonton und Highway 28A ist als Hauptroute (Core Route) Bestandteil des National Highway Systems.

## Streckenführung
Streckenbeginn ist am Yellowhead Highway im Nordosten von Edmontons Zentrum. Er führt aus Edmonton heraus und kreuzt dort Highway 216, die Ringautobahn um Edmonton. Kurz vor der Grenze zum Sturgeon County zweigt Highway 28A in nördlicher Richtung ab, bis dorthin gehört Highway 15 zum National Highway System. Nach der Kreuzung zum Highway 37 ändert sich die Richtung des Highways, er führt noch Südosten über den North Saskatchewan River in die Stadt Fort Saskatchewan. Die Route führt durch die Stadt und wendet wieder nordostwärts. Nördlich des Highways befindet sich der Fort Saskatchewan Industrial Park, der zahlreiche Gleisanschlüsse besitzt und in dem chemische und Ölindustrie angesiedelt ist. Der Highway führt von dort aus in östlicher Richtung, ab dem Abzweig des Highway 45 nach Bruderheim geht die Route südostwärts. Südlich von Mundare trifft die Route wieder auf den Yellowhead Highway. Die Route dient daher als Umfahrung um den Elk Island National Park.